# Aeroporto di Jarcevo
L'aeroporto di Jarcevo (in inglese: Yartsevo Airport; in russo: Аэропорт Ярцево) è un aeroporto della Russia, situato vicino a cittadina di Jarcevo nella parte occidentale del Territorio di Krasnojarsk a 260 km a nord di Lesosibirsk sul fiume Enisej e a 685 km a nord di Krasnojarsk.

## Posizione geografica
La cittadina Jarcevo si trova sul punto dove due affluenti di sinistra dello Enisej il Sym e il Kas sfociano nel fiume. Inoltre, il fiume Kas è collegato tramite un canale navigabile al fiume Ket', affluente dell'altro importante fiume siberiano Ob'. Il canale conosciuto come il Canale Ob'-Enisei oppure anche il Canale Kas-Ket' ed è stato aperto nel 1891. Quest'opera ha reso così comunicanti i due bacini siberiani, fra i maggiori del mondo come dimensioni ed entrambi di rilevante importanza commerciale.

## Dati tecnici
L'aeroporto di Jarcevo è attualmente dotato di una pista attiva cementata di 900 х 22 m.
L'aeroporto è di classe E ed è aperto dalle 1:00 alle 10:00 (ora UTC).
L'aeroporto permette il decollo/atterraggio degli aerei: Antonov An-2, Let L-410 e d'inverno anche degli aerei Antonov An-24, Antonov An-26.